# Kumbh Mela

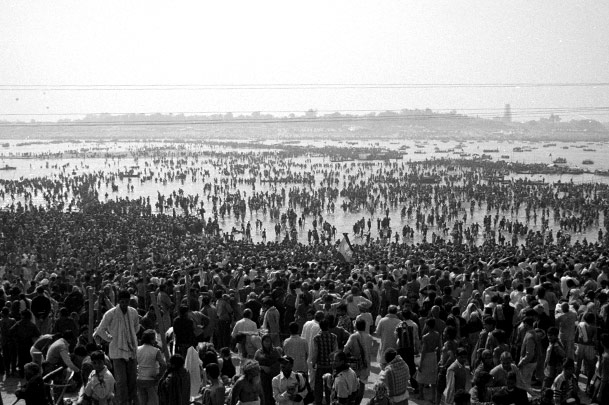
Kumbh Mela in 2001

De Kumbh Mela (Kruikenfeest) is het grootste religieuze feest in het hindoeïsme. Tijdens het feest trekken Hindoes naar een van de heilige rivieren waarin zij vervolgens baden om hun zonden af te wassen. Het feest gaat afwisselend door op 4 plaatsen: in de Ganges en de Yamuna bij Allahabad en bij Haridwar, in de Shipra bij de heilige stad Ujjain en in de Godavari bij Nashik. De hele cyclus duurt dus 12 jaar, en elk van die 4 steden ontvangt om de 12 jaar de Kumbh Mela.
Hoogtepunt van de Kumbh Mela  is de 'Peshwai', een processie van duizenden hindoeïstische Naga Sadhoemonniken, geflankeerd door feestelijk uitgedoste olifanten, paarden en bezwerende muzikanten. Na de optocht gaan deze naakte, met de as van overledenen ingesmeerde 'heilige mannen', zich ritueel reinigen, bij Allahabad in 'sangam', de samenvloeiing van de rivieren Ganges en Yamuna.

## Soorten
Afhankelijk van het tijdstip waarop het festival plaatsvindt, dient een onderscheid te worden gemaakt tussen vier soorten Kumbh Mela: 
- de 'gewone' Kumbh Mela die om de drie jaar wordt gehouden;
- de 'halve' of Ardh Kumbh Mela die om de zes jaar plaatsvindt in twee plaatsen: Haridwar en  Allahabad;
- de 'volledige' of Purna Kumbh Mela die, afhankelijk van de stand van de planeten, slechts om de twaalf jaar wordt georganiseerd in vier plaatsen: Prayag (Allahabad), Haridwar, Ujjain en Nashik;
- de 'grote' uitzonderlijke Maha Kumbh Mela die om de 144 jaar wordt georganiseerd.[1] de vorige maal in januari-februari 2025.

## Gebeurtenissen
- De Kumbh Mela is een van de grootste bijeenkomsten ter wereld.
- De festivals trokken in 2001 tussen de 30 en 70 miljoen mensen. Alleen al op 14 april 2001 namen ruim 10 miljoen mensen tegelijk een bad in de Ganges.
- Voor 2013 werd verwacht dat tussen de 110 en 120 miljoen mensen het feest zouden bezoeken. Tijdens die editie van 2013 ontstond een stormloop waarbij 36 doden vielen en minstens 39 gewonden.[2]
- De Kumbh Mela van 2019 was met meer dan 230 miljoen pelgrims de grootste bijeenkomst ooit.[3]
- De Kumbh Mela is berucht om de duizenden die elkaar in de mensenmassa’s kwijtraken.[4]
- Op de uitzonderlijke Maha Kumbh van januari 2025 vielen in het gedrang tientallen doden.[5]